# Ramón Álvarez-Valdés Castañón
Ramón Álvarez-Valdés Castañón, (La Pola Siero, 30 d'abril de 1866 - Madrid, 23 d'agost de 1936), va ser un advocat i polític asturià, Ministre de Justícia de la Segona República Espanyola (1933-34). Va morir al començament de la Guerra Civil, assassinat a la Presó Model de Madrid, víctima de la repressió republicana.

## Biografia
Va cursar la carrera de dret a la Universitat d'Oviedo, llicenciant-se en Dret Civil i Canònic. Es va traslladar a Madrid, on es va doctorar en la Universitat Central de Madrid. En 1890 va ingressar amb el número u en el Cos d'Aspirants a Judicatura per a oposicions al servei de l'Estat. Entre 1890 i 1891 va ocupar el càrrec de secretari del Govern en l'Audiència d'Oviedo. Més tard li va ser concedida en propietat, la mateixa plaça a Burgos.
Successivament va ser secretari de la Sala de l'Audiència a Sevilla i Madrid, militant del Partido Reformista de Melquíades Álvarez. Va ser secretari general del Banco Hispano Americano i membre del Consell General Bancari.
Escollit diputat a Corts des de les eleccions generals espanyoles de 1914 per la circumscripció d'Oviedo, en proclamar-se la  II República, no va revalidar el seu escó, que, no obstant això, recuperaria a les eleccions de 1933 i 1936. Ocupà la cartera de ministre de Justícia entre el 16 de desembre de 1933 i el 17 d'abril de 1934 en els gabinets que va presidir Alejandro Lerroux.
Arrestat després de la revolta militar del 18 de juliol de 1936, va ser empresonat i afusellat, a la presó Model de Madrid, per milicians republicans.